# Pagengoverneur

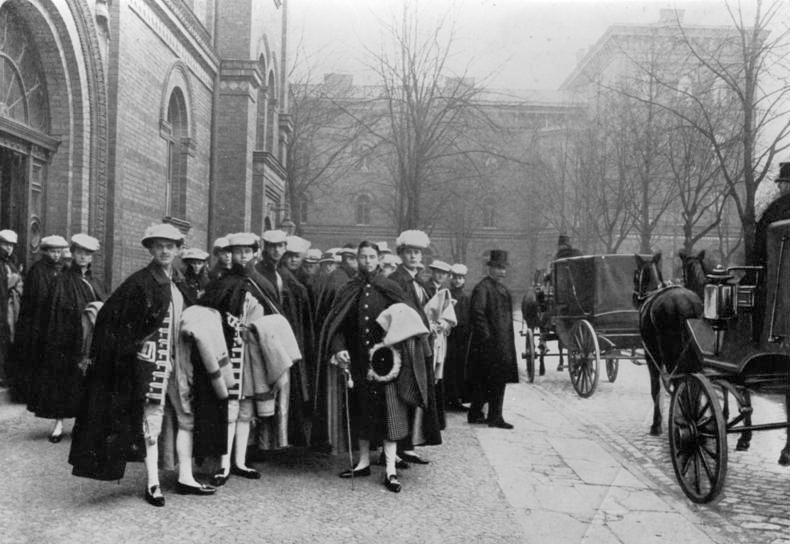
Leibpagen des Pagenkorps warten an der Preußischen Hauptkadettenanstalt in Berlin-Lichterfelde auf die Abfahrt mit Equipagen des kaiserlichen Marstalles zu einem Einsatz, 1900

Der Pagengoverneur (auch: Pagengouverneur oder Pagenhofmeister bzw. Pageninformator) war ein Funktionsträger an einem fürstlichen Hof. Er übte das zivile Hofamt häufig in einer Nebenfunktion aus. Oft handelte es sich um Offiziere, die an der Kadettenanstalt, die dem Hof die Pagen zu stellen hatte, Dienst taten. Ein Pagengoverneur war für die Organisation und Ausbildung des bis zu 40 Pagen umfassenden Pagenkorps am Hof verantwortlich. Bei Festlichkeiten am Hof hatte er den Einsatz der dort tätigen Pagen zu leiten. Er unterstand üblicherweise dem Hofmarschallamt.

## Preußischer Königshof
In den Schatullrechnungen Friedrichs des Großen sowie weiteren im Geheimen Staatsarchiv Preußischer Kulturbesitz aufbewahrten Unterlagen wird der Pagengoverneur Hauptmann Ernst Friedrich von Billerbeck genannt. Im Handbuch über den Koniglich Preussischen Hof und Staat für das Jahr 1798 wird das Hof-Pagen-Institut bestehend aus dem Pagengoverneur, einem Hofmeister, zwei Leibpagen sowie zwölf Hofpagen beschrieben; als Pagengoverneur war danach ein Major von Rahlke eingesetzt. Das Potsdamer Hofpageninstitut erhielt seine Pagen nach Abschluss der Ausbildung an der Berliner Kadettenakademie. Dem Pagengoverneur war eine Position beim Marschgefolge zur Krönung Wilhelms I. und Augustas von den Königlichen Gemächern im Königsberger Schloss zur Königsberger Schlosskirche am 2. Januar 1861 zugeteilt.

## Deutscher Kaiserhof
Das Pagenkorps am deutschen Kaiserhof bestand aus 30 bis 40 ausgewählten Zöglingen der Preußischen Hauptkadettenanstalt in Lichterfelde. Das Amt des Pagengoverneurs wurde von Offizieren dieser militärischen Bildungsanstalt bekleidet, wie dem Adjutanten der Kadettenanstalt. Das Handbuch über den preußischen Hof und Staat spezifiziert für den Hof Wilhelms II. das Hof-Pagen-Institut, welches aus jeweils zwei Leibpagen (für Kaiser und Kaiserin) und 24 Hofpagen bestand. Unter den hier genannten, nur adligen Namen der Pagen finden sich auch die von Kurt von Schleicher und Franz von Papen. Der verantwortliche Pagengoverneur hatte die Kadetten auf ihren Dienst am Hof vorzubereiten. Vor allem bei feierlichen Gelegenheiten, zu denen bei Hofe Pagendienste geleistet werden mussten, hatte der Pagengoverneur Ausbildung und Überwachung zu gewährleisten. Für das Jahr 1896 wird ein Oberleutnant von Seidlitz als Pagengoverneur benannt. Im Jahr 1907 war ein Hauptmann von Flotow Pagengoverneur am Hof-Pagen-Institut in Berlin.

## Königshof Hannover
Im „Pagen-Reglement“ des Handbuchs zur Einrichtung und Führung eines Hofhaltes – Der Hofmarschall von Carl Ernst von Malortie wurde festgelegt, dass am Hannoverschen Hof der Kommandeur der Kadettenkompanie als Pagengoverneur fungierte, die Kadetten hatten die Funktionen der Pagen zu übernehmen. Der Pagengoverneur unterstand dem Hofmarschallamt und hatte den Pagen die erforderlichen Anweisungen über ihre Dienstleistungen zu erteilen und während der Hoffeste den Dienst der Pagen (idR Schleppetragen und Aufwarten bei Tafel) persönlich zu leiten und zu überwachen. Er hatte die Uniformen der einzusetzenden Pagen aus den Händen des Oberhofkommissars zu empfangen und diesem nach Gebrauch wieder zurückzugeben. Auch hatte der Pagengoverneur dem Oberhofmarschallamt Vorschläge über einzusetzende Pagen zu machen; die letzte Entscheidung lag jedoch beim Oberhofmarschallamt. Ebenso wie dem Hofmarschall hatte der Pagengoverneur auch dem Leiter der Kadettenanstalt Meldung zu erstatten.
Unter dem britischen König Georg III. erhielt ein Pagengoverneur am Hof in Hannover in den 1780er Jahren eine Vergütung von 20 Talern. Zu der Zeit hatten zehn bis zwanzig Pagen für den Essensdienst bei der regierenden Herrschaft und den Prinzen zur Verfügung zu stehen. Der Pagengoverneur war angewiesen, darauf zu achten, dass sich die Pagen bei diesem Dienst fleißig und geziemend verhielten. So sollten sie jedes Mal eine reine Serviette zur Hand haben, um damit die Teller zu halten. Ein Pagengoverneur in Hannover war in den 1670er Jahren der italienische Geistliche Bonaventura Nardini, der mit Gottfried Wilhelm Leibniz in Kontakt stand.

## Sachsen-Weimar-Eisenach
Den Pagenhofmeister oder Pageninformator gab es in Sachsen-Weimar-Eisenach schon wenige Jahre nach der Ankunft von Goethe. Der einer der ersten Amtsträger in diesem Herzogtum war Johann Friedrich Kästner. Der wirklich erste war wohl  Johann Karl August Musäus. Die Bezeichnung Pageninformator befindet sich in einem Brief Goethes an Charlotte von Stein vom 28. Juni 1780 bezüglich Kästners.

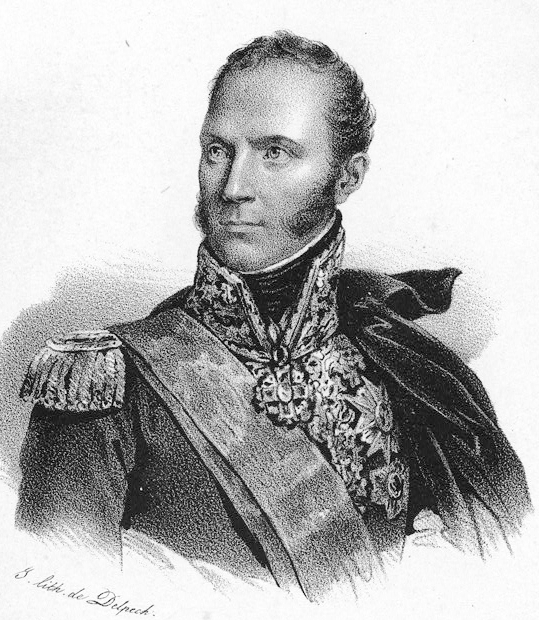
Armand Augustin Louis de Caulaincourt, Stich von François-Séraphin Delpech

## Pagengoverneure Napoleons (Auswahl)
- Brigadegeneral Matthieu Claude (späterer Graf von) Gardanne, 1804 Adjutant Napoleons und Pagengoverneur.[21]
- Armand de Caulaincourt, Divisionsgeneral und Pagengoverneur Napoleons um 1812.[22]
- Philippe-Paul de Ségur. Pagengoverneur am Pariser Hof zwischen seiner Tätigkeit als Marechal de Logis[23] in Russland und der Teilnahme am Winterfeldzug Napoleons im Jahr 1814.[3]